# Sarcophaga curvifemoralis
Sarcophaga curvifemoralis är en tvåvingeart som först beskrevs av Li 1980.  Sarcophaga curvifemoralis ingår i släktet Sarcophaga och familjen köttflugor. Inga underarter finns listade i Catalogue of Life.